# Joseph Tapsoba
Pour les articles homonymes, voir Tapsoba.
Joseph Baowendpouiré Tapsoba, dit Joseph Tapsoba, connu sous le pseudo de Chocho, est né le 19 mars 1974. C'est un comédien burkinabé.

## Biographie
Joseph Tapsoba est un juriste de formation, il est titulaire d'une maitrise en droit. Dès son jeune âge, il a commencé le théâtre à travers les mouvements catholiques et dans des groupes théâtraux de son quartier (samandin). Après le théâtre, il a très vite embrassé une carrière dans le cinéma et est devenu une icône du cinéma Burkinabé.

## Filmographie
- 2004 : L'or des Younga[3]
- La belle, la brute et le Berger[3]
- 2004 : Traque à Ouaga
- 2005 : Trois hommes, un village[4]
- 2005 : Dossier brûlant[4]
- 2005 : Code Phénix
- 2006 : Série noire à Koulbi : Bila
- 2006 : Souké et Siriki : Ya Kanga
- 2006 : Commissariat de Tampy : Chocho
- 2006 : Quand les éléphants se battent... : Noufou
- Solo et Kolo
- 2006 : Rêves de poussière
- Ina
- 2012 :Affaire publique[3]
- 2014; crocodile dans la Manqrove, de Gregory Gamboa
- 2015 : Le Neuve de l'homme fort, de Adama Roumba
- 2020: Madjigui, de Maimouna Ndiaye